# Iveco Stralis
Iveco Stralis – ciężki samochód ciężarowy produkowany przez włoską firmę Iveco od 2002 roku. Stralis zastąpił w ofercie Iveco ciężarówki EuroStar oraz EuroTech. Występuje w wariantach od 19 do 44 ton, uzupełniając ofertę modelu Eurocargo.
W 2007 roku Stralis przeszedł modyfikacje – zmieniono wygląd kabiny oraz przód pojazdu. Kolejne zmiany nastąpiły w 2013 roku wraz z wejściem nowych silników spełniających normę spalin EURO VI.
Iveco Stralis jest laureatem prestiżowych nagród branży transportowej. W 2013 roku ciężarówka została nagrodzona tytułem „Truck of the year”, zaś wersja zasilana LNG – Europejską Nagrodą Zrównoważonej Mobilności.
Wszystkie modele Stralisa posiadają półautomatyczną skrzynię biegów EuroTronic. Stralis był pierwszą seryjną ciężarówką, która posiadała takie rozwiązanie we wszystkich produkowanych wersjach.
Montowane jednostki napędowe to 6-cylindrowe silniki z czterema zaworami na cylinder. Występują w trzech wariantach pojemności, osiągając różne parametry mocy:
- Cursor 8, pojemność skokowa 7,8 l: 228-265 KW (310-360 KM)
- Cursor 10, pojemność skokowa 10,3 l: 309-331 KW (420-450 KM)
- Cursor 13, pojemność skokowa 12,9 l: 368-412 KW (500-560 KM)

Iveco Stralis jest oferowany także z silnikiem zasilanym gazem ziemnym pod nazwą “Natural Power”. Pojazd ten jest wyposażony w silnik Curosor 8 fabrycznie przystosowany do zasilania metanem i osiąga moc 272 lub 330 KM.
IVECO Stralis NP LNG charakteryzuje się mniejszym zużyciem paliwa(o 15%), oraz 95% mniejszą emisją dwutlenku węgla i tlenku węgla, w porównaniu do analogicznych z napędem Diesla. W Polsce zniesiono akcyzę na LNG i obciążono olej napędowy podatkiem na finansowanie rozwoju infrastruktury LNG(stan na 2019). Od 2019 jest także zwolniony z opłat drogowych w RFN. Okres międzyprzeglądowy wynosi 90 000 KM. Z racji napędu nie ma skomplikowanego układu oczyszczania spalin, filtrów cząstek stałych, aktywnej regeneracji. Nie wymaga także stosowania AdBlue.